# Filadelfský experiment

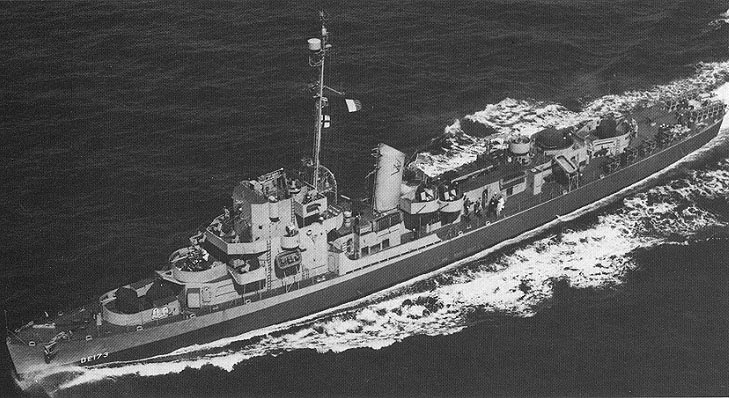
USS Eldridge (DE-173) kolem roku 1944

Filadelfský experiment (též Project Rainbow) je označení pro údajný vojenský experiment, který měl proběhnout na Filadelfské námořní základně ve Filadelfii v americké Pensylvánii v roce 1943. Podstatou experimentu mělo být „skrytí“ či „zneviditelnění“ torpédoborce USS Eldridge tak, aby nebyl zjistitelný nepřátelskými pozorovacími zařízeními.
Kolem údajného experimentu existuje mnoho dohadů a konspiračních teorií. Námořnictvo Spojených států amerických tvrdí, že k experimentu nikdy nedošlo a populární popisy události většinou odporují jak zjištěným faktům o torpédoborci, tak fyzikálním zákonům.

## Přehled
Poznámka: O průběhu údajného experimentu bylo napsáno mnoho článků, které jsou někdy vzájemně protichůdné. Následující přehled podává jejich klíčové a společné body.
Experiment měl být založen na principu jednotné teorie pole, jejímž cílem je jednotně popsat povahu sil, které zahrnují elektromagnetické záření a gravitaci.
Teorie měla být aplikována tak, aby silné elektromagnetické pole způsobilo ohnutí světelných paprsků kolem objektu. Tím by se objekt stal neviditelným.
Zkoušky měly být provedeny na Filadelfské námořní základně s plně vyzbrojeným torpédoborcem USS Eldridge. Při testu 22. července 1943 s posádkou se prý podařilo dosáhnout téměř úplné neviditelnosti, někteří svědci toto zmizení popsali jako zahalení objektu „nazelenalou mlhou“.[zdroj⁠?!]
Experiment byl údajně opakován 28. října 1943. Tentokrát se prý Eldridge nejen stal neviditelným, ale fyzicky zmizel z oblasti v záblesku modrého světla a teleportoval se do 320 km vzdáleného Norfolku ve Virginii. Zde byl prý pozorován námořníky z lodě SS Andrew Furuseth, načež opět zmizel z jejich dohledu a pak se objevil zpět ve Filadelfii na původním místě. Podle odhadů loď cestovala zpět v čase asi 10 sekund. Přeživší Alfred Bielek potvrzuje, že se jim podařilo cestovat v čase.[zdroj⁠?!]
Udává se[kdo?], že někteří námořníci, kteří byli na lodi, si po pokusu stěžovali na nevolnost, v horších případech došlo k interakci mezi materiálem a osobami, kdy části jejich těl byly „zataveny“ do trupu lodě, a byli mrtví nebo zmizeli úplně. [zdroj⁠?!]

## Původ
Původ legendy lze vystopovat do roku 1955, kdy pisatel podepisující se jako „Carlos Allende“ nebo „Carl Allen“ zaslal několik dopisů ufologovi Morrisi Jessupovi (1900–1959). Allende tvrdil, že pozoroval zjevení a opětné zmizení torpédoborce, když sloužil na obchodní lodi SS Andrew Furuseth. Nepředložil ale žádné důkazy pro svá další tvrzení, ve kterých spojoval experiment s jednotnou teorií pole a s údajným Einsteinovým řešením této teorie.

## V kultuře
Případem byly inspirovány americké filmy Tajemná záře nad Pacifikem (1980, režie Don Taylor), Experiment Philadelphia (1984, režie Stewart Raffill) a Experiment Philadelphia 2 (1993, režie Stephen Cornwell)  Neviditelná loď (2012, režie Paul Ziller) a seriál Loki 2021, řada 1 epizoda 6.